# Åke Edwardson
Pour les articles homonymes, voir Edwardson.
Åke Edwardson, né le 10 mars 1953 à Eksjö, au sud de Jönköping, dans le Småland, est un journaliste et un écrivain suédois de plusieurs romans policiers et de quelques titres de littérature d'enfance et de jeunesse. Dans le domaine policier, il est considéré comme le successeur de Henning Mankell. Ses livres ont été traduits dans plus de vingt langues.

## Biographie
Il est un temps journaliste aux Nations unies. Il a enseigné le journalisme à l'Université de Göteborg.
Il réside à Göteborg sur la côte occidentale de la Suède.
Il amorce l'écriture de récits policiers en 1995. Son troisième roman, Danse avec l'ange (Dans med en ängel), inaugure une série d'une douzaine de titres consacrés au personnage de Erik Winter, commissaire à Göteborg. En 1997, ce roman reçoit le Grand Prix du roman policier suédois.

## Prononciation
- Åke se prononce « oke », le å comme le o français dans le mot « alors », voir aussi rond en chef ;
- Edwardson est prononcé « édvardsone », le w comme le v français.

## Œuvre

### Romans

#### SérieErik Winter
- (sv) Åke Edwardson, Dans med en ängel, Stockholm, Norstedts Förlag, 1997, 380 p. (ISBN 91-1-971972-8)Grand Prix de l'académie suédoise Svenska Deckarakademins stora pris. Publié en français sous le titre Danse avec l'ange, traduit par Anne Gibson, Paris, JC Lattès, 2002  (ISBN 978-2-7096-2319-3) (BNF 38869796) ; réédition, Paris, 10/18 coll. « Grands Détectives » no 3674, 2004  (ISBN 2-264-03717-2) (BNF 39236181)
- (sv) Åke Edwardson, Rop från långt avstånd, Stockholm, Norstedts Förlag, 1998, 460 p. (ISBN 91-1-300510-3) Publié en français sous le titre Un cri si lointain, traduit par Anne Gibson, Paris, JC Lattès, 2003  (ISBN 978-2-7096-2418-3) (BNF 39083036) ; réédition, Paris, 10/18 coll. « Grands Détectives » no 3676, 2004  (ISBN 2-264-03969-8) (BNF 39236088)
- (sv) Åke Edwardson, Sol och skugga, Stockholm, Norstedts Förlag, 1999, 403 p. (ISBN 91-1-300718-1) Publié en français sous le titre Ombre et Soleil, traduit par Anne Gibson, Paris, JC Lattès, 2004  (ISBN 978-2-7096-2555-5) ; réédition, Paris, 10/18 coll. « Grands Détectives » no 3819, 2005  (ISBN 2-264-04237-0) (BNF 40054303)
- (sv) Åke Edwardson, Låt det aldrig ta slut, Stockholm, Norstedts Förlag, 2000, 341 p. (ISBN 91-1-300835-8) Publié en français sous le titre Je voudrais que cela ne finisse jamais, traduit par Philippe Bouquet, Paris, JC Lattès, 2005  (ISBN 978-2-7096-2711-5) (BNF 40027737) ; réédition, Paris, 10/18 coll. « Grands Détectives » no 3940, 2006  (ISBN 2-264-04386-5) (BNF 40920250)
- (sv) Åke Edwardson, Himlen är en plats på jorden, Stockholm, Norstedts Förlag, 2001 (ISBN 978-91-1-300962-9, BNF 38807335)Grand Prix de l'académie suédoise (Svenska Deckarakademins stora pris) Publié en français sous le titre Le ciel se trouve sur terre, traduit par Marie-Hélène Archambeaud, Paris, JC Lattès, 2011  (ISBN 978-2-7096-3682-7) (BNF 42516506) ; réédition, Paris, 10/18 coll. « Grands Détectives » no 4596, 2012  (ISBN 978-2-264-05786-0) (BNF 42781211)
- (sv) Åke Edwardson, Segel av sten, Stockholm, Norstedts Förlag, 2002, 463 p. (ISBN 978-91-1-301093-9, BNF 39059073) Publié en français sous le titre Voile de pierre, traduit par Philippe Bouquet, Paris, JC Lattès, 2006  (ISBN 978-2-7096-2825-9) ; réédition, Paris, 10/18 coll. « Grands Détectives » no 4061, 2007  (ISBN 978-2-264-04572-0) (BNF 41141563)
- (sv) Åke Edwardson, Rum nummer 10, Stockholm, Norstedts Förlag, 2005, 443 p. (ISBN 91-1-301465-X) Publié en français sous le titre Chambre numéro 10, traduit par Marie-Hélène Archambeaud, Paris, JC Lattès, 2007  (ISBN 978-2-7096-2837-2) (BNF 41113877) ; réédition, Paris, 10/18 coll. « Grands Détectives » no 4173, 2008  (ISBN 978-2-264-04752-6) (BNF 41355656)
- (sv) Åke Edwardson, Vänaste land, Stockholm, Norstedts Förlag, 2006, 351 p. (ISBN 978-91-1-301613-9, BNF 40239689) Publié en français sous le titre Ce doux pays, traduit par Marie-Hélène Archambeaud, Paris, JC Lattès, 2008  (ISBN 978-2-7096-3037-5) (BNF 41316183) ; réédition, Paris, 10/18 coll. « Grands Détectives » no 4265, 2009  (ISBN 978-2-264-04949-0) (BNF 42071832)
- (sv) Åke Edwardson, Nästan död man, Stockholm, Norstedts Förlag, 2007, 510 p. (ISBN 978-91-1-301747-1) Publié en français sous le titre Presque mort, traduit par Marie-Hélène Archambeaud, Paris, JC Lattès, 2009  (ISBN 978-2-7096-3051-1) ; réédition, Paris, 10/18 coll. « Grands Détectives » no 4378, 2010  (ISBN 978-2-264-05219-3) (BNF 42312250)
- (sv) Åke Edwardson, Den sista vintern, Stockholm, Norstedts Förlag, 2008, 461 p. (ISBN 978-91-1-301751-8) Publié en français sous le titre Le Dernier Hiver, traduit par Marie-Hélène Archambeaud, Paris, JC Lattès, 2010  (ISBN 978-2-7096-3349-9) (BNF 42262475) ; réédition, Paris, 10/18 coll. « Grands Détectives » no 4485, 2011  (ISBN 978-2-264-05434-0) (BNF 42527235)
- (sv) Åke Edwardson, Hus vid världens onde, Stockholm, Norstedts Förlag, 2012 Publié en français sous le titre La Maison au bout du monde, traduit par Rémi Cassaigne, Paris, JC Lattès, 2015  (ISBN 978-2-7096-4368-9) (BNF 44416483) ; réédition, Paris, 10/18 coll. « Grands Détectives » no 5110, 2016  (ISBN 978-2-264-06867-5) (BNF 45125715)
- (sv) Åke Edwardson, Marconi Park, Stockholm, Norstedts Förlag, 2013 Publié en français sous le titre Marconi Park, traduit par Rémi Cassaigne, Paris, JC Lattès, 2016  (ISBN 978-2-7096-5686-3) ; réédition, Paris, 10/18 no 5251, 2017  (ISBN 978-2-264-07141-5) (BNF 45388979)

#### Autres romans
- (sv) Åke Edwardson, Till allt som varit dött, Göteborg, Tre böcker, 1995, 289 p. (ISBN 91-7029-177-2)Prix du meilleur débutant suédois Svenska Deckarakademins debutantpris.
- (sv) Åke Edwardson, Gå ut min själ, Göteborg, Tre böcker, 1996, 272 p. (ISBN 91-7029-199-3)
- (sv) Åke Edwardson, Genomresa, Stockholm, Norstedts Förlag, 1999, 190 p. (ISBN 91-1-300663-0)
- (sv) Åke Edwardson, Jukebox, Stockholm, Norstedts Förlag, 2003, 398 p. (ISBN 978-91-1-301237-7, BNF 39135847)
- (sv) Åke Edwardson, Winterland, Stockholm, Norstedts Förlag, 2003, 306 p. (ISBN 978-91-1-301298-8, BNF 39918033)
- (sv) Åke Edwardson, Svalorna flyger så högt att ingen längre kan se dem, Stockholm, Leopard, 2010, 348 p. (ISBN 978-91-7343-275-7, BNF 42262170)
- (sv) Åke Edwardson, Möt mig i Estepona  (2011) Publié en français sous le titre Rendez-vous à Estepona, traduit par Rémi Cassaigne, Paris, JC Lattès, 2014  (ISBN 978-2-7096-3946-0) ; réédition, Paris, 10/18 coll. « Grands Détectives » no 4914, 2015  (ISBN 978-2-264-06472-1) (BNF 45044368)

### Ouvrages de littérature d'enfance et de jeunesse
- (sv) Åke Edwardson, Samurajsommar, Rabén & Sjögren, 2005, 215 p. (ISBN 91-29-66237-0)
- (sv) Åke Edwardson, Drakmånad, Rabén & Sjögren, 2006, 210 p. (ISBN 91-29-66237-0)

## Sources
Thierry Maricourt, Dictionnaire du roman policier nordique, Les Belles Lettres, 2010